# Seward (Nebraska)
Seward è un comune degli Stati Uniti d'America, situata in Nebraska, nella contea di Seward.